# 短頭淵眼魚
短頭淵眼魚，為黑頭魚科的其中一種，為深海魚類，分布於印度洋海域，棲息深度可達1650公尺，體長可達30.3公分，棲息在中層水域，生活習性不明。

## 扩展阅读
維基物種上的相關：短頭淵眼魚